# 米吉多战役
米吉多战役（前15世纪）发生在法老图特摩斯三世统帅下的埃及军队与卡叠什国王领导下的迦南同盟之间。它是世界上有可信史料记载的第一场战役。它还是首场使用复合弓和有伤亡人数统计的战役。所有关于该战役的第一手资料来自埃及人的记载——这些资料大多由抄书吏塔加尼以圣书体写在底比斯卡纳克的阿蒙神庙的墙上。
古埃及文献记载该战役发生在图特摩斯即位后第23年的第三季第一月的21号，一般认为那就是前1457年4月16日，虽然也有人说是前1482年或前1479年。战争的结果是埃及人大胜，迦南人逃往米吉多。随后埃及人展开对米吉多的长时间围困。
该战役恢复了埃及对累范特的控制，埃及新王国进入了它的极盛时代。

## 结果
埃及由于此次战役扩大了版图。Paul K. Davis写道，由于埃及重新控制了巴勒斯坦，图特摩斯时代的埃及版图达到了最大。图特摩斯要求每位战败的国王都选送一个儿子到埃及宫廷，他们在那儿接受了埃及式的教育。回到故土后，他们与埃及保持了良好关系。尽管如此，在米吉多的胜利仅仅是累范特实现和平的第一步。其后的几年里仍然年年爆发战争，若干年以后动荡才得以平息。

## 脚注
1. ↑  Nelson, Harold Hayden. . University of Chicago. 1913: 53 （英语）.
2. ↑  Trevor N. Dupuy, Evolution of Weapons and Warfare.
3. ↑  Paul K. Davis, 100 Decisive Battles from Ancient Times to the Present: The World’s Major Battles and How They Shaped History (Oxford: Oxford University Press, 1999), 1.